# Mike Beebe
Mickey Dale "Mike" Beebe (Amagon, Arkansas, 28 de desembre de 1946) és un polític estatunidenc del Partit Demòcrata. Des de gener de 2007 ocupa el càrrec de governador d'Arkansas.